# Max Hoff
Max Hoff (Troisdorf, 12 settembre 1982) è un canoista tedesco, vincitore della medaglia d'oro a Rio de Janeiro 2016 nel K4 1000m.

## Palmarès
- Olimpiadi

Londra 2012: bronzo nel K1 1000m.
Rio de Janeiro 2016: oro nel K4 1000m.
- Mondiali

Dartmouth 2009: oro nel K1 1000m.
Poznań 2010: oro nel K1 1000m e argento nek K1 5000m.
Seghedino 2011: oro nel K1 5000m e nel K4 1000m.
Duisburg 2013: oro nel K1 1000m.
Mosca 2014: argento nel K1 5000m.
Milano 2015: argento nel K1 5000m.
Račice 2017: argento nel K1 5000m.
Montemor-o-Velho 2018: oro nel K2 1000m.
Seghedino 2019: oro nel K2 1000m e argento nel K1 5000m.
- Campionati europei di canoa/kayak sprint

Milano 2008: bronzo nel K1 1000m.
Brandeburgo 2009: oro nel K1 1000m.
Trasona 2010: oro nel K1 1000m, argento nel k1 5000m e bronzo nel K1 500m.
Belgrado 2011: oro nel K1 1000m e argento nel K4 1000m.
Zagabria 2012: oro nel K1 1000m.
Montemor-o-Velho 2013: oro nel K1 5000m, argento nel K1 1000m e bronzo nel K1 500m.
Brandeburgo 2014: oro nel K1 5000m e bronzo nel K1 1000.
Račice 2015: oro nel K1 1000m e argento nel K1 5000.
Mosca 2016: oro nel K2 1000m.
Plovdiv 2017: oro nel K1 5000m e nel K2 1000m.
Belgrado 2018: oro nel K1 5000m e argento nel K2 1000m.
- Giochi europei

Baku 2015: oro nel K1 1000m e nel K1 5000m,
Minsk 2019: oro nel K2 1000m e bronzo nel K1 1000m.